# Rallye Mexiko

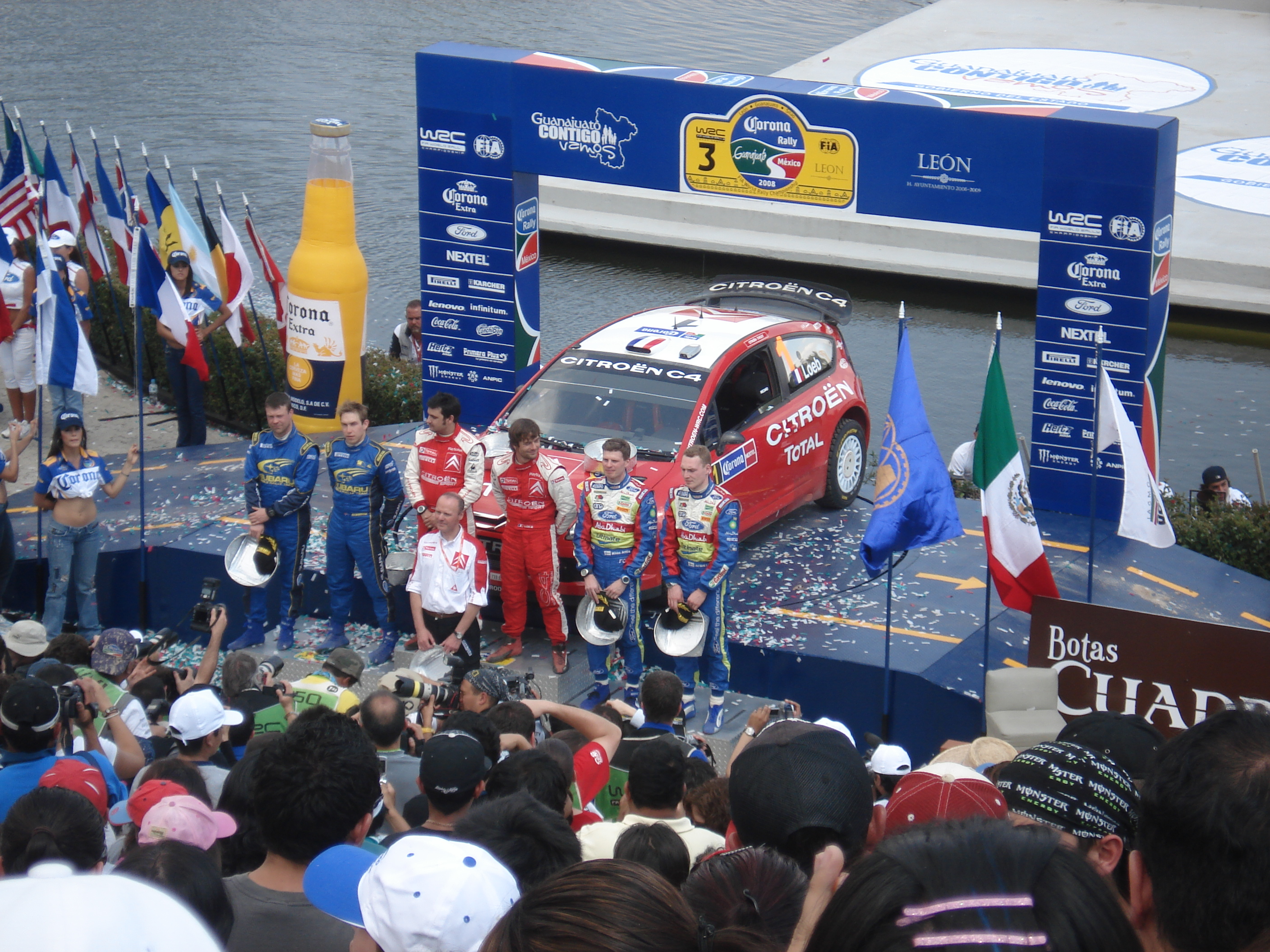
Siegerehrung der Rallye Mexiko 2008 im Zielort León

Die Rallye Mexiko ist ein Wertungslauf zur FIA Rallye-Weltmeisterschaft und findet im gleichnamigen Land statt.

## Geschichte und Streckenführung
Die Rallye Mexiko basiert auf der 1979 ins Leben gerufenen Rally America. Seit 2004 wird sie als Weltmeisterschaftslauf ausgetragen. Ab dieser Austragung begann die Nummerierung der Rallyeaustragungen wieder von neuem in der Statistik. Start- und Zielort ist die Stadt León im Bundesstaat Guanajuato. In der Wertungsprüfung von Ortega nach La Esperanza fuhren die Fahrer bis auf eine Höhe von 2737 Meter hinauf. Dies stellte gleichzeitig den Höhenrekord dar in der Geschichte der Rallye-WM.

## Gesamtsieger
| Jahr | Rallye            | Gesamtsieger       | Gesamtsieger     | Marke und Modell   |
| Jahr | Rallye            | Fahrer             | Beifahrer        | Marke und Modell   |
| ---- | ----------------- | ------------------ | ---------------- | ------------------ |
| 2004 | 01. Rallye Mexiko | Markko Märtin      | Michael Park     | Ford Focus RS WRC  |
| 2005 | 02. Rallye Mexiko | Petter Solberg     | Phil Mills       | Subaru Impreza WRC |
| 2006 | 03. Rallye Mexiko | Sébastien Loeb     | Daniel Elena     | Citroën Xsara WRC  |
| 2007 | 04. Rallye Mexiko | Sébastien Loeb     | Daniel Elena     | Citroën C4 WRC     |
| 2008 | 05. Rallye Mexiko | Sébastien Loeb     | Daniel Elena     | Citroën C4 WRC     |
| 2010 | 07. Rallye Mexiko | Sébastien Loeb     | Daniel Elena     | Citroën C4 WRC     |
| 2011 | 08. Rallye Mexiko | Sébastien Loeb     | Daniel Elena     | Citroën DS3 WRC    |
| 2012 | 09. Rallye Mexiko | Sébastien Loeb     | Daniel Elena     | Citroën DS3 WRC    |
| 2013 | 10. Rallye Mexiko | Sébastien Ogier    | Julien Ingrassia | VW Polo R WRC      |
| 2014 | 11. Rallye Mexiko | Sébastien Ogier    | Julien Ingrassia | VW Polo R WRC      |
| 2015 | 12. Rallye Mexiko | Sébastien Ogier    | Julien Ingrassia | VW Polo R WRC      |
| 2016 | 13. Rallye Mexiko | Jari-Matti Latvala | Miikka Anttila   | VW Polo R WRC      |
| 2017 | 14. Rallye Mexiko | Kris Meeke         | Paul Nagle       | Citroën C3 WRC     |
| 2018 | 15. Rallye Mexiko | Sébastien Ogier    | Julien Ingrassia | Ford Fiesta RS WRC |
| 2019 | 16. Rallye Mexiko | Sébastien Ogier    | Julien Ingrassia | Citroën C3 WRC     |
| 2020 | 17. Rallye Mexiko | Sébastien Ogier    | Julien Ingrassia | Toyota Yaris WRC   |
| 2023 | 18. Rallye Mexiko | Sébastien Ogier    | Vincent Landais  | Toyota Yaris WRC   |